# أولاد اشبانة (أولاد شبانة)
أولاد اشبانة هي إحدى مشيخات المملكة المغربية، تتبع جغرافيا لإقليم سطات وإداريًا لأولاد شبانة. يقدر عدد سكانها بـ 7925 نسمة حسب الإحصاء الرسمي للسكان والسكنى لسنة 2004.